# Ngọc Long, Tuyên Quang
Ngọc Long là một xã thuộc tỉnh Tuyên Quang, Việt Nam.

## Địa lý
Xã Ngọc Long có vị trí địa lý:
- Phía đông giáp tỉnh Cao Bằng và huyện Mèo Vạc
- Phía tây giáp xã Du Tiến và xã Lũng Hồ
- Phía nam giáp tỉnh Cao Bằng và xã Du Tiến
- Phía bắc giáp huyện Mèo Vạc và xã Mậu Long.

Xã Ngọc Long có diện tích 84,26 km², dân số năm 2019 là 9.058 người, mật độ dân số đạt 108 người/km².

## Hành chính
Xã Ngọc Long được chia thành 25 thôn: Nà Nghè, Nà Kệt, Bản Rắn, Noong Khắt, Bản Chún, Bản Khún, Phiêng Kiền, Tà Muồng, Phe Mạnh 1, Phe Mạnh 2, Phiêng Sử, Pản Xa, Pác Ngoa, Phe Pèn, Tảng Sảm, Pác Muốc, Nà Cắm, Cốc Xa, Bản Dày, Bản Lầu, Bản Án, Bản Roài, Thẩm Căng, Tồng Ngào Mông, Tồng Ngào Tày.

## Lịch sử
Trước đây, Ngọc Long là một xã thuộc huyện Đồng Văn.
Ngày 15 tháng 12 năm 1962, Hội đồng Chính phủ ban hành Quyết định số 211-CP về việc thành lập huyện Yên Minh trên cơ sở tách xã Ngọc Long thuộc huyện Đồng Văn.
Ngày 29 tháng 1 năm 1997, Chính phủ có Nghị định số 8-CP về việc thành lập xã Mậu Long trên cơ sở điều chỉnh 862,50 ha diện tích tự nhiên và 1.331 nhân khẩu của xã Ngọc Long.
Sau khi điểu chỉnh địa giới hành chính, xã Ngọc Long còn lại 8.165,07 ha diện tích tự nhiên và 5.100 nhân khẩu.